# Jennifer Jones (Curlerin)
Jennifer Jones (* 7. Juli 1974 in Winnipeg, Manitoba) ist eine kanadische Curlerin. Sie spielt auf der Position des Skip und ist Olympiasiegerin (2014), zweifache Weltmeisterin (2008 und 2018) und mehrfache kanadische Meisterin.

## Karriere
Beim Curling-Continental-Cup 2007 wurde sie zur besten Spielerin ausgezeichnet.
Jones nahm an der Curling-Weltmeisterschaft 2005 und 2009 teil und belegte jeweils den vierten Platz.
Bei der Weltmeisterschaft 2008 in Vernon gewann Jones mit ihrem Team die Goldmedaille. Die Round Robin hatte das Team als Zweiter abgeschlossen. Das Page-Playoff-Spiel verlor man gegen China mit Skip Wang Bingyu mit 5:7, dagegen gewann man das Halbfinale gegen Japan mit 9:8. Im Finale gegen China gewann das Team 7:4.
Jones gewann am 28. März 2010 mit dem kanadischen Team die Bronzemedaille bei der Weltmeisterschaft. Im kanadischen Swift Current besiegte die Mannschaft im Spiel um den 3. Platz das Team Schweden um Skip Cecilia Östlund mit 9:6 Steinen.
Am 20. Februar 2014 gewann sie mit ihrem Team bei den Olympischen Winterspielen 2014 in Sotschi die Goldmedaille. Kanada gewann gegen Schweden 6:3.
Bei der Weltmeisterschaft 2015 in Sapporo zog sie mit ihrem Team in das Finale ein, verlor dort aber 3:5 gegen das Schweizer Team um Skip Alina Pätz.
Bei der Weltmeisterschaft 2018 im kanadischen North Bay  wurde sie zum zweiten Mal Weltmeisterin. Mit ihrer Mannschaft blieb sie in der Round Robin ungeschlagen, besiegte im Halbfinale das US-amerikanische Team um Jamie Sinclair und schlug im Finale Schweden mit Skip Anna Hasselborg mit 7:6 im Zusatzend.
Jones hat mehrfach für die Provinz Manitoba an den kanadischen Damenmeisterschaften Tournament of Hearts teilgenommen. 2005, 2008, 2009, 2010, 2015 und 2018 gewann sie die Goldmedaille, 2006, 2011 und 2013 die Silbermedaille und 2007, 2012 und 2016 die Bronzemedaille.

## Aktuelle Teammitglieder
- Kaitlyn Lawes (Third)
- Jill Officer (Second)
- Dawn McEwen (Lead)
- Shannon Birchard (Alternate)

## Erfolge
- 1. Platz Weltmeisterschaft 2008
- 1. Platz Weltmeisterschaft 2018
- 1. Platz Scott Tournament of Hearts 2005
- 1. Platz Scotties Tournament of Hearts 2008, 2009, 2010, 2015, 2018
- 1. Platz Olympische Winterspiele 2014
- 2. Platz Weltmeisterschaft 2015
- 3. Platz Weltmeisterschaft 2010